# Ga Hà Mã Tinh
Ga Hà Mã Tinh (tiếng Trung: 哈瑪星站; bính âm: Hāmǎxīng) là một ga đường sắt nhẹ của Tuyến Vòng thuộc Hệ thống giao thông nhanh Cao Hùng. Nó nằm ở Cổ Sơn, Cao Hùng, Đài Loan.
Hà Mã Tinh là ga cuối hướng Tây Bắc của Tuyến Vòng. Tên ga có nguồn gốc từ Hà Mã Tinh, địa danh lịch sử của một vùng.

## Bố trí ga
| Đường đi | Ke ga                                                | Ke ga |
| Đường đi | → Tuyến Vòng hướng đi Ly Tử Nội (Bến tàu Bồng Lai 2) |       |
| Đường đi | → Tuyến Vòng hướng đi Ly Tử Nội (Bến tàu Bồng Lai 2) |       |
| Đường đi | Ke ga                                                |       |